# Teror
Teror je označení pro politiku násilí a politické represe s cílem potlačení politické opozice. Pojem se poprvé objevil během velké francouzské revoluce za vlády jakobínů jako jakobínský teror. Novodobé případy zahrnují bílý a rudý teror.

## Charakteristika
Definice Min. vnitra: Používání násilí, nebo hrozba násilím obecně, kde absentují politické, náboženské či ideologické cíle a zaměření na konkrétní osoby. Teror je v oblasti terorismu používán jako základní metoda činnosti a prostředek nátlaku.